# Louise Attaque
Louise Attaque är ett franskt musikband som bildades 1994. Deras musik anses vara en blandning av fransk chanson och folkrock. Deras första album "Louise Attaque" har sålt i över 2,5 miljon exemplar helt utan någon annonsering över huvud taget. Deras album har varit producerade av Gordon Gano som var sångare i Violent Femmes, ett band som Louise Attaque flera gånger nämnt som en influens.

## Medlemmar
- Gaetan Roussel, sång, gitarr
- Robin Feix, gitarr
- Alexandre Margraff, trummor
- Arnaud Samuel, fiol

## Diskografi
- 1997 : Louise Attaque (Atmosphériques)
- 2000 : Comme on a dit (Atmosphériques)
- 2005 : A Plus Tard Crocodile (Atmosphériques)

## Utmärkelser
- 1999 : Victoire de la musique - Årets band
- 2001 : Victoire de la musique - Årets rockalbum för "Comme on a dit".
- 2006 : Victoire de la musique - Årets pop/rockalbum för "A Plus Tard Crocodile".